# Hans Otfried von Linstow
Hans Otfried von Linstow (16 de marzo de 1899 - 30 de agosto de 1944) fue un coronel alemán. Participó en el atentado del 20 de julio para asesinar a Adolf Hitler.

## Primeros años
Nacido en Berlín, von Linstow se unió al ejército alemán, el Reichswehr, después de la Primera Guerra Mundial.

## Segunda Guerra Mundial
Sirvió en varias unidades, en 1939 con la 15.ª división de infantería y en 1940 con el 10.º cuerpo del ejército, en 1941 con el 9.º cuerpo del ejército en Rusia. En abril de 1944 es enviado a París, Francia, como jefe de personal bajo la autoridad de Carl-Heinrich von Stülpnagel.

## Participación en el atentado para asesinar a Hitler y su ejecución
No fue sino hasta el mismo día del atentado del 20 de julio en 1944 que Stülpnagel incluyó a von Linstow en sus planes. Von Linstow rodeó prontamente a la mayoría de los oficiales de las SS, la SD y la Gestapo en París y los encarceló. Claus Schenk Graf von Stauffenberg le llamó más tarde para informarle de que Berlín se había perdido. Von Linstow fue arrestado tres días más tarde el 23 de julio en París. Sentenciado a muerte en Berlín por Roland Freisler, presidente del Tribunal del Pueblo, el 30 de agosto, fue ejecutado el mismo día en la prisión de Plötzensee.